# 문가비
문가비(한국 한자: 文佳庇, 1989년 11월 22일 ~ )는 대한민국의 모델이다.

## 학력
- 대청초등학교 (인천) (졸업) (졸업)
- 덕정중학교 (졸업)

## 출연 작품
- 2017년 온스타일 매력티비
- 2018년 온스타일 《겟잇뷰티》
- 2018년 SBS 《정글의 법칙》
- 2018년~2019년 KBS2 볼빨간 당신

## 광고
- 2017년 쉐보레 카마로
- 2017년 아디다스
- 2018년 미샤
- 2018년 아모레퍼시픽 라네즈
- 2018년 프레쉬팝 밤감샴
- 2018년 퍼플링크 낫포유
- 2018년 넷마블 블레이드앤소울레볼루션
- 2019년 KGM 티볼리
- 2019년 오션월드
- 2019년 강남언니